# Uchida Atsuto
Uchida Atsuto (内田篤人 Atsuto Uchida, sinh ngày 27 tháng 3 năm 1988 tại Kannami, Shizuoka) là cựu cầu thủ bóng đá người Nhật Bản thi đấu ở vị trí hậu vệ cánh phải. Điểm mạnh của anh là khả năng chọn vị trí, kỹ thuật cá nhân và tốc độ.

## Sự nghiệp câu lạc bộ
Uchida thi đấu ở vị trí hậu vệ cánh phải và có thiên hướng tấn công, nơi anh phát huy được điểm mạnh là thể lực và khả năng qua người. Anh đã có thời gian học và thi đấu cho trường trung học Shimizu Higashi trước khi chuyển đến Kashima Antlers năm 2006 ngay sau khi tốt nghiệp. Ngày 5 tháng 3, anh có trận đấu đầu tiên cho Kashima ở tuổi 17 trong cuộc đối đầu với Sanfrecce Hiroshima ngay đầu mùa giải và từ đó anh thường xuyên có mặt trong đội hình chính thức. Bàn thắng đầu tiên của anh trong sự nghiệp là bàn thắng vào lưới Ventforet Kofu ngày 26 tháng 3 năm 2006. Năm 2008, anh đã gia hạn hợp đồng thêm 4 năm với Kashima.
Anh được bầu chọn vào đội hình xuất sắc nhất J. League trong hai mùa giải liên tiếp 2008, 2009. Tại Kashima, Uchida đã có 3 bàn thắng qua 124 trận, cùng Kashima ba lần liên tiếp giành chức vô địch J. League.
Ngày 13 tháng 6 năm 2010, câu lạc bộ Đức Schalke 04 thông báo hợp đồng kéo dài ba năm giữa họ và Uchida đã được ký kết. Uchida cũng là cầu thủ Nhật Bản đầu tiên khoác áo Schalke. Ngày 13 tháng 4 năm 2011, Uchida đã trở thành cầu thủ Nhật Bản đầu tiên lọt vào bán kết UEFA Champions League sau khi đội bóng của anh đánh bại Inter Milan ở tứ kết.
Ngày 17 tháng 8 năm 2012, anh đã gia hạn hợp đồng với Schalke 04 thêm hai năm nữa cho đến ngày 30 tháng 6 năm 2015. Ngày 3 tháng 11 năm 2012, Uchida có bàn thắng đầu tiên tại Bundesliga, tuy nhiên Schalke đã không tránh khỏi thất bại 3-2 trước TSG 1899 Hoffenheim.
Ngày 9 tháng 3 năm 2013, Uchida có hai pha kiến tạo cho Julian Draxler và Klaas-Jan Huntelaar giúp Schalke đánh bại Borussia Dortmund 2-1 trong trận derby vùng Ruhr. Tháng 10 năm 2014, anh ký gia hạn hợp đồng với Schalke cho đến mùa hè năm 2018.

## Sự nghiệp đội tuyển quốc gia
Uchida đã từng có thời gian thi đấu cho các đội U-16, U-18 và U-20 Nhật Bản. Anh là thành viên của đội tuyển U-20 Nhật Bản giành ngôi á quân tại Giải U-20 châu Á 2006 tổ chức tại Ấn Độ và thi đấu cả bốn trận đấu ở Giải U-20 Thế giới 2007 tại Canada.
Năm 2006, anh được huấn luyện viên Ivica Osim triệu tập vào đội tuyển nhưng không được thi đấu trận nào. Uchida có trận đấu đầu tiên cho đội tuyển Nhật Bản vào ngày 26 tháng 1 năm 2008 trong trận giao hữu với Chile tại Tokyo dưới thời tân huấn luyện viên Okada Takeshi. Ngày 22 tháng 6 năm 2008, anh ghi bàn giúp Nhật Bản đánh bại Bahrain 1-0, đưa anh trở thành cầu thủ Nhật Bản trẻ nhất ghi bàn tại vòng loại World Cup ở 20 tuổi và 87 ngày, phá kỷ lục đã tồn tại 11 năm của Nakata Hidetoshi.
Năm 2008, anh là thành viên của đội tuyển Olympic Nhật Bản tham dự Thế vận hội Mùa hè 2008 tại Bắc Kinh. Ngày 10 tháng 5 năm 2010, Uchida có tên trong danh sách 23 cầu thủ Nhật Bản tham dự World Cup 2010 tại Nam Phi do huấn luyện viên Okada Takeshi công bố nhưng đã không được ra sân tại giải đấu này.
Uchida tiếp tục có tên trong đội hình đội tuyển Nhật Bản tham dự Cúp bóng đá châu Á 2011 tại Quatar. Đội tuyển Nhật Bản đã giành chức vô địch giải đấu này sau khi đánh bại đội tuyển Úc 1-0 ở trận chung kết.
Tháng 5 năm 2014, Uchida được huấn luyện viên Alberto Zaccheroni triệu tập vào đội hình 23 cầu thủ Nhật Bản tham dự World Cup 2014 tại Brasil. Trong trận đấu giao hữu trước giải đấu này với Đội tuyển bóng đá quốc gia Síp, anh đã ghi bàn bằng một cú đá bồi sau pha dứt điểm bất thành của Shinji Kagawa và đó cũng là bàn thắng duy nhất của trận đấu. Tại World Cup 2014, đội tuyển Nhật Bản thi đấu không thành công khi bị loại ngay từ vòng bảng. Do chấn thương đầu gối, Uchida đã không thể tham dự chiến dịch bảo vệ danh hiệu vô địch châu Á của tuyển Nhật tại Cúp bóng đá châu Á 2015.

## Danh hiệu

### Câu lạc bộ
Kashima Antlers
- J. League (3): 2007, 2008, 2009
- Cúp Hoàng đế Nhật Bản (1): 2007
- Siêu cúp Nhật Bản (2): 2009, 2010

FC Schalke 04
- DFB-Pokal (1): 2010–11
- Siêu cúp bóng đá Đức (1): 2011

### Đội tuyển quốc gia
- Cúp bóng đá châu Á (1): 2011

### Cá nhân
- Đội hình xuất sắc nhất J. League (2): 2008, 2009

## Thống kê sự nghiệp

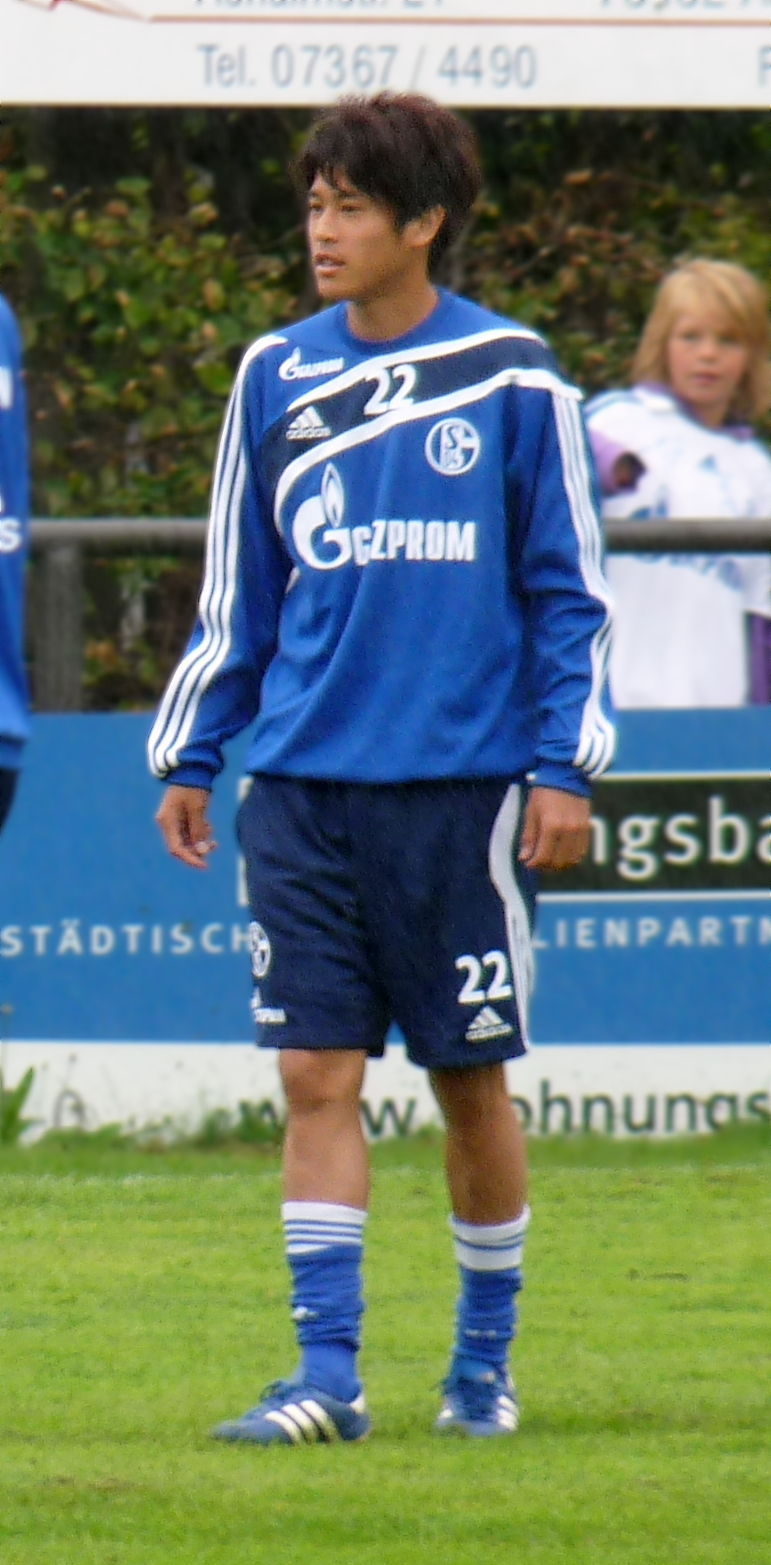
Uchida trong màu áo Schalke 04

### Câu lạc bộ
Cập nhật: 8 tháng 1 năm 2011
| Thành tích cấp CLB  | Thành tích cấp CLB  | Thành tích cấp CLB   | Giải vô địch | Giải vô địch | Cúp quốc gia  | Cúp quốc gia  | Cúp liên đoàn      | Cúp liên đoàn      | Cúp châu lục | Cúp châu lục | Tổng cộng | Tổng cộng |
| Mùa giải            | CLB                 | Giải vô địch         | Trận         | Bàn          | Trận          | Bàn           | Trận               | Bàn                | Trận         | Bàn          | Trận      | Bàn       |
| Nhật Bản            | Nhật Bản            | Nhật Bản             | Giải vô địch | Giải vô địch | Emperor's Cup | Emperor's Cup | J. League Cup      | J. League Cup      | Châu Á       | Châu Á       | Tổng cộng | Tổng cộng |
| ------------------- | ------------------- | -------------------- | ------------ | ------------ | ------------- | ------------- | ------------------ | ------------------ | ------------ | ------------ | --------- | --------- |
| 2006                | Kashima Antlers     | J. League Division 1 | 28           | 2            | 3             | 0             | 10                 | 0                  | -            | -            | 41        | 2         |
| 2007                | Kashima Antlers     | J. League Division 1 | 31           | 0            | 5             | 1             | 8                  | 0                  | -            | -            | 44        | 1         |
| 2008                | Kashima Antlers     | J. League Division 1 | 25           | 1            | 1             | 0             | 1                  | 0                  | 6            | 0            | 33        | 1         |
| 2009                | Kashima Antlers     | J. League Division 1 | 31           | 0            | 2             | 0             | 2                  | 0                  | 7            | 1            | 42        | 1         |
| 2010                | Kashima Antlers     | J. League Division 1 | 9            | 0            | -             | -             | -                  | -                  | 7            | 1            | 16        | 1         |
| Đức                 | Đức                 | Đức                  | Giải vô địch | Giải vô địch | DFB-Pokal     | DFB-Pokal     | Premiere Ligapokal | Premiere Ligapokal | Châu Âu      | Châu Âu      | Tổng cộng | Tổng cộng |
| 2010–11             | FC Schalke 04       | Fußball-Bundesliga   | 13           | 0            | 3             | 0             | -                  | -                  | 5            | 0            | 21        | 0         |
| Tổng cộng           | Nhật Bản            | Nhật Bản             | 124          | 3            | 11            | 1             | 21                 | 0                  | 20           | 2            | 176       | 6         |
| Tổng cộng           | Đức                 | Đức                  | 13           | 0            | 3             | 0             | -                  | -                  | 5            | 0            | 21        | 0         |
| Tổng cộng sự nghiệp | Tổng cộng sự nghiệp | Tổng cộng sự nghiệp  | 137          | 3            | 14            | 1             | 21                 | 0                  | 25           | 2            | 197       | 6         |

### Bàn thắng cho đội tuyển quốc gia
| #  | Ngày                | Địa điểm                                | Đối thủ | Bàn thắng | Kết quả | Giải đấu                 |
| -- | ------------------- | --------------------------------------- | ------- | --------- | ------- | ------------------------ |
| 1. | 22 tháng 6 năm 2008 | Sân vận động Saitama, Saitama, Nhật Bản | Bahrain | 1-0       | Thắng   | Vòng loại World Cup 2010 |
| 2. | 27 tháng 5 năm 2014 | Sân vận động Saitama, Saitama, Nhật Bản | Síp     | 1–0       | Thắng   | Giao hữu                 |